# Lampeter Velfrey
Lampeter Velfrey (en anglais) ou Llanbedr Felffre (en gallois)  est un village et une communauté du Pembrokeshire, au pays de Galles.

## Toponymie
Le nom gallois Llanbedr, anglicisé en Lampeter, renvoie à une église (llan) dédiée à l'apôtre Pierre. Le deuxième élément en précise l'emplacement : dans le système de subdivisions en vigueur avant la conquête anglaise, l'Efelffre (cy) (nom d'étymologie incertaine, anglicisé en Velfrey) est un cwmwd (subdivision) du cantref de Gwarthaf (en), dans le royaume de Dyfed. Il apparaît également dans le nom du village voisin de Llanddewi Velfrey.

## Géographie
Lampeter Velfrey est situé dans le sud-est du Pembrokeshire, près de la frontière du comté voisin du Carmarthenshire, à 5 km à l'est de la ville de Narberth. Le chef-lieu du Pembrokeshire, Haverfordwest, se trouve à une vingtaine de kilomètres à l'est.
La communauté de Lampeter Velfrey comprend aussi les villages et hameaux de Princes Gate (cy), Ludchurch / Yr Eglwys Lwyd (cy), Llan-mill (cy), Melinau et Tavernspite / Tafarn-sbeit (en).

## Politique
Lampeter Velfrey est également un ward (district électoral) qui élit un des 60 membres du conseil de comté du Pembrokeshire (en). Lors des élections locales de 2022, le siège de conseiller est remporté par le candidat indépendant David Simpson.
Pour les élections à la Chambre des communes, Lampeter Velfrey appartient à la circonscription de Mid and South Pembrokeshire depuis les élections générales de 2024.
Pour les élections au Parlement gallois, Lampeter Velfrey est rattachée à la circonscription de Carmarthen West and South Pembrokeshire.

## Démographie
Au recensement de 2011, la communauté de Lampeter Velfrey comptait 1 205 habitants.
| 1801 | 1811 | 1821 | 1831 | 1841  | 1851  | 1881 |
| ---- | ---- | ---- | ---- | ----- | ----- | ---- |
| 705  | 713  | 845  | 984  | 1 025 | 1 002 | 975  |

| 1891 | 1901 | 1911 | 1921 | 1931 | 1951 | 1961 |
| ---- | ---- | ---- | ---- | ---- | ---- | ---- |
| 960  | 936  | 912  | 909  | 924  | 752  | 737  |

| 1971 | 1981 | 1991 | 2001 | 2011  | - | - |
| ---- | ---- | ---- | ---- | ----- | - | - |
| 706  | ?    | ?    | ?    | 1 205 | - | - |

## Culture locale et patrimoine

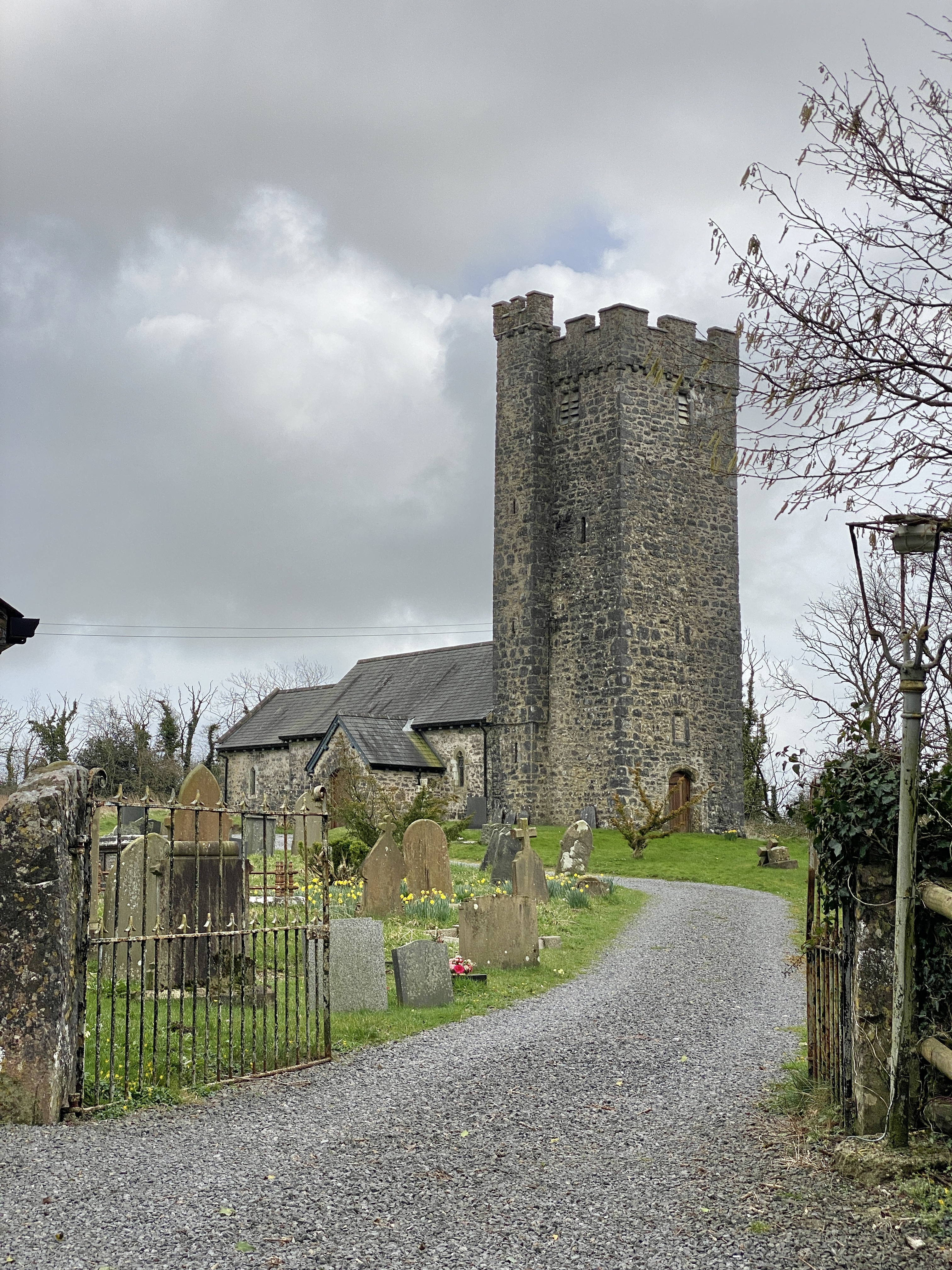
L'église Saint-Elidyr de Ludchurch.

L'église paroissiale de Lampeter Velfrey, dédiée à saint Pierre, remonte au XIIIe siècle, mais elle a connu deux restaurations importantes au XIXe siècle, la première en 1837 et la deuxième en 1860-1862. Le bâtiment est protégé en tant que monument classé de grade II depuis 1971.
La communauté abrite une autre église médiévale remarquable : celle de Ludchurch, dédiée à un saint Elidyr. Elle aussi remonte au XIIIe siècle, avec des agrandissements du XVe siècle, et se distingue par sa grande tour carrée. C'est un monument classé de grade II* depuis 1971.